# Roj
Roj (Рой) è un film del 1990 diretto da Vladimir Chotinenko.

## Trama
Il film racconta la vita della famiglia Zavarzins, che nel 1909 andò a vivere in Siberia e vi fondò un apiario.